# Staalvlekduif
De staalvlekduif (Turtur afer) is een vogel uit de familie Columbidae.

## Herkenning
De vogel is gemiddeld 22 cm en weegt 53 tot 74 gram. Deze duif lijkt sterk op de smaragdvlekduif, die ook glansvlekken op de vleugels heeft. Bij de staalvlekduif zijn de vlekken metaal- of amethistkleurig en kleiner dan bij de smaragdvlekduif. De snavel is wijnrood met een geel tot oranje punt.

## Verspreiding en leefgebied
Deze soort komt voor in Afrika bezuiden de Sahara, met name van Senegal en Gambia tot Eritrea, Ethiopië en Oeganda, zuidelijk tot Angola, noordelijk Zuid-Afrika en Mozambique.
Het leefgebied bestaat uit bos, vaak secundair bos, montaan bos, of de dichter begroeide delen van bossavanne. Komt ook voor in tuinen, parken, bij boerderijen en in mangrove. In Kenya alleen in klimaatgebieden met meer dan 1000 mm regenval per jaar.

## Status
De grootte van de wereldpopulatie is niet gekwantificeerd, maar de vogel is algemeen en plaatselijk talrijk. Men veronderstelt dat de soort in aantal stabiel is. Om deze redenen staat de staalvlekduif als niet bedreigd op de Rode Lijst van de IUCN.